# El Tehuixtle
El Tehuixtle är en ort i Mexiko.   Den ligger i kommunen Acatlán och delstaten Puebla, i den sydöstra delen av landet, 170 km sydost om huvudstaden Mexico City. El Tehuixtle ligger 1 287 meter över havet och antalet invånare är 101.
Terrängen runt El Tehuixtle är kuperad norrut, men söderut är den platt. Runt El Tehuixtle är det ganska glesbefolkat, med 47 invånare per kvadratkilometer. Närmaste större samhälle är Acatlán de Osorio, 5,4 km söder om El Tehuixtle. I omgivningarna runt El Tehuixtle växer huvudsakligen savannskog.